# Growing Up
Growing Up ist ein Lied des britischen Pop-Rock-Musikers Peter Gabriel aus dem Jahr 2003.

## Entstehung und Veröffentlichung
Die Erstveröffentlichung von Growing Up erfolgte am 23. September 2002 als Teil von Gabriels siebtem Studioalbum Up, dessen dritte Singleauskopplung es war. Am 30. Juni 2003 erschien das Lied als Single.
Growing Up wurde in den Real World Studios in Box, Wiltshire, England aufgenommen. Der Song wurde von Peter Gabriel geschrieben und von Peter Gabriel und Steve Osborne produziert. Aufgenommen wurde er von Richard Chappell. Die Single-Version wurde von Tom Lord-Alge und die Album-Version von Tchad Blake abgemischt.
Das Lied wurde als CD-Single mit drei verschiedenen Versionen veröffentlicht. Neben dem Tom Lord-Alge Radio Edit und dem Trent Reznor Remix enthielt diese auch die Album-Version. Darüber hinaus wurde auch eine DVD-Single mit dem Musikvideo, der Album-Version als Dolby Digital-5.1- und DTS-Mix, dem Stabilizer Remix und einer Fotogalerie unterlegt mit dem Tricky Instrumental Mix veröffentlicht. Die Trent Reznor, Stabilizer und Tricky-Remixe waren viele Jahre lang nicht in digitaler Version verfügbar, wurden jedoch am 13. September 2019 auf dem als Download und Musikstreaming verfügbaren Kompilations-Album Flotsam and Jetsam erneut veröffentlicht.

## Inhalt und Bedeutung
Der Liedtext von Growing Up handelt von dem Prozess des Erwachsenwerdens und der Suche nach einem Platz im Leben. Er beschreibt die Erfahrungen und Emotionen, die Teil dieses Übergangs sind. Das Lied beginnt mit einer Metapher des Schwebezustands, in dem sich der Ich-Erzähler befindet, während sich um ihn herum verschiedene Geräusche aufbauen. Er fühlt sich von den Mauern, die ihn umgeben, eingeengt und der Druck auf ihn steigt immer weiter an. Schließlich bricht er aus diesem aus und tritt nach außen.
In dem Liedtext werden verschiedene Symbole verwendet, um die verschiedenen Phasen des Erwachsenwerdens darzustellen. Unter anderem wird ein Punkt als Symbol für das, was ist und was nicht ist, verwendet. Zwei Punkte stehen für Augen, Stimme und Berührung, die eine vollständige Überraschung sind. Drei Punkte wiederum symbolisieren eine Trinität und die Möglichkeit, das Universum zu kartografieren, um es zu verstehen. Vier Punkte sind die Grundlage für den Bau eines Bettes und die Schaffung eines Zuhauses. Darüber hinaus wird die Reise des Ich-Erzählers betont, der gerne in das Unbekannte und in den Raum des anderen Ichs eintaucht. Im Text wird beschrieben, wie die Wolken vorüberziehen und das Empire State Building klein erscheint. Das Meer wird als „seestark“ beschrieben. Wie es sowohl Freude als auch Schmerz bringt, verdeutlicht die komplexen Gefühle des Erwachsenwerdens. Am Ende wird ein Bild eines Tisches mit einem offenen Buch und einer detaillierten Zeichnung geschildert. Der Ich-Erzähler nimmt den Namen an, der auf der Zeichnung steht, was darauf hindeutet, dass er sich selbst findet und seinen Platz im Leben sucht.
Insgesamt gesehen geht es in dem Lied Growing Up um die Suche nach einer eigenen Identität und einem Ort, an dem man sich zuhause fühlt. Der Text reflektiert die Unsicherheiten, Herausforderungen und Veränderungen, die mit dem Erwachsenwerden einhergehen, und betont die Wichtigkeit des Wachstums und der persönlichen Entwicklung für das eigene Ich.

## Musik
Growing Up beginnt mit einer Reihe von Keyboards, bearbeitetem Schlagzeug und einer absteigenden melodischen Linie, die von einem Cello gespielt wird. Das Cello war der einzige Sound auf dem Album Up, der aus einer Sample-Bibliothek stammte, und zwar von einem Akai S3200, einem Gerät, das Gabriel erstmals 1989 auf dem Soundtrack-Album Passion verwendete. Nach der ersten Strophe ändert sich der Rhythmus und wird tanzbarer. Weitere Elemente, darunter eine helle Orgel und verschiedene elektronische Schnörkel, sind ebenfalls in der Komposition zu hören. Tchad Blake erzielte einige der Tape-Scratching-Sounds des Songs, indem er Schlagzeug-Fills auf einer Bandmaschine drehte. Einige der Gesänge wurden mit einem Lexicon JamMan bearbeitet, wodurch ein „elefantenähnlicher Sound“ entstand, wie der Tontechniker Richard Chappell sagte.

## Artwork
Das Cover-Titelbild verwendet ein Bild von M. Richard Kirstel mit dem Titel Waterbabies als Artwork. Es zeigt eine kartoffelförmige Puppe, die für ein einst geliebtes Spielzeug steht, das jetzt weggeworfen wird. Dies ist aber nicht im negativen Sinne zu verstehen, sondern dass einfach zu anderen besseren Dingen übergegangen wird, da der Prozess zum Erwachsenwerden voranschreitet.

## Musikvideo
Das Musikvideo zu dem Lied Growing Up wurde von François Vogel von Notorious Pictures Inc. gedreht und produziert.
Es zeigt den Kopf von Peter Gabriel als Erzähler und verschiedene Menschen, darunter ein Paar, sie sich in ihren eigenen Blasen in einer Stadt nebeneinander her, aneinander vorbei und aufeinander zu bewegen.

## Mitwirkende
(Quellen:)

### Musiker
- Tchad Blake – Tape-Scratching
- Richard Chappell – Musikprogrammierung
- Ad Chivers – Begleitgesang
- Pete Davis – zusätzliche Musikprogrammierung
- Peter Gabriel – Hauptgesang, Orgel, Bass-Keyboard, Sampling-Keys, Bass-Keys, MPC-Groove, Lexicon JamMan
- Manu Katché – Schlagzeug
- Ged Lynch – Schlagzeug, Perkussion
- David Rhodes – Gitarre, Begleitgesang
- Alex Swift – zusätzliche Musikprogrammierung

### Technisches Personal
- Marc Bessant – Cover-Design
- Tchad Blake – Mixing der Album-Version
- Richard Chappell – Tonaufnahme, Toningenieur
- Alan Coleman – Assistent der Tontechnik
- Tony Cousins – Mastering
- Susan Derges – Artwork, Fotografie, Cover-Fotografie
- Richard Evans – zusätzliche Tontechnik
- Ben Findlay – zusätzliche Tontechnik
- Adam Fuss – Artwork, Fotografie,
- Peter Gabriel – Liedtext, Komposition, Grafikdesign-Konzept, Produktion
- Dilly Gent – Versuche und Koordination der Fotografie
- Paul Grady – Assistent des Mixings
- Edel Griffith – Assistentin der Tontechnik
- Mike Large – Koordination
- Claire Lewis – Assistentin des Mixings
- Tom Lord-Alge – Mixing der Single-Version
- Marco Migliari – Assistent des Mixings
- Susie Millns – Design
- Steve Osborne – Produktion
- Annie Parsons – Assistentin für Peter Gabriel
- Dan Roe – Assistent der Tontechnik
- Michael Thomas – Koordination
- Paul Thorel – Artwork, Fotografie
- Chris Treble – Assistent der Tontechnik